# Падунская (станция)
Падунская — железнодорожная станция 5 класса Новосибирского региона Западно-Сибирской железной дороги на 183,2 км линии Обь — Проектная. Расположена в посёлке Станция Падунская в Промышленновском районе Кемеровской области России.

## География
Соседние станции (ТР4): 860634 Койбыга и 860719 Колтырак.
Расстояние до узловых станций (в километрах): Тогучин — 57, Проектная — 112.

## Коммерческие операции
Продажа билетов на все пассажирские поезда. Приём и выдача багажа.